# HSC Hermes
HSC Hermes (Helderse Sport Club Hermes) is een Nederlandse hockeyclub uit Den Helder. De thuisbasis is Sportpark De Linie. De club is lid van de KNHB. Naast veldhockey wordt ook zaalhockey beoefend.
De club speelt sinds 2000 op de huidige locatie. Hiervoor lag het clubterrein in de duinen, maar doordat het clubhuis afbrandde verhuisde de club in het begin van de 21e eeuw. De club heeft problemen gekend met het invullen van de seniorenteams waardoor er soms jarenlang geen seniorenteams meededen in competitie.
De Heren 1 spelen in 2023 in de reserve vijfde klasse. De Dames 1 spelen als jongsenioren in de reserve tweede klasse.